# Cama de Gato (filme)
Cama de Gato é um filme de drama e suspense brasileiro de 2002 dirigido e escrito por Alexandre Stockler. Estrelado por Caio Blat, Rodrigo Bolzan e Cainan Baladez como um trio de amigos de classe média que, na ânsia de se divertir a juventude a "qualquer custo", acabam se envolvendo num crime violento. Renata Airoldi, Luiz Araújo, Bárbara Paz, Lavínia Pannunzio e Nany People interpretam papéis coadjuvantes.
Cama de Gato teve sua estreia mundial em 14 de outubro de 2002 no Festival Internacional de Cinema de Mar del Plata, na Argentina, e foi lançado nos cinemas do Brasil em edições especiais em 17 de setembro de 2004. O filme recebeu críticas geralmente negativas e mistas dos críticos, que elogiaram as atuações espontâneas e naturais, mas foi considerado chocante e polêmico pelas cenas de abuso sexuais explícitas. O filme recebeu diversas premiações, incluindo a Melhor Ator Coadjuvante para Rodrigo Bolzan no Festival de Cinema de Brasília.

## Sinopse
Cristiano (Caio Blat), Francisco (Rodrigo Bolzan) e Gabriel (Cainan Baladez) são três jovens de classe média que moram em São Paulo, com a típica alienação juvenil dos dias de hoje. Todos com muitas frases feitas na cabeça e nenhum senso de realidade. Assim que terminam o ensino médio, saem pela noite paulistana em busca de diversão. Faz um retrato dos dilemas de uma juventude dos anos 90 e focaliza uma geração diante de um dilema: de um lado uma necessidade quase fisiológica de se divertir; de outro, uma preocupação contínua de se estabelecer em uma sociedade que oferece cada vez menos oportunidades. Na noite de horrores na qual os garotos mergulham, o entretenimento confunde-se com a violência, assim como a preocupação de se estabelecer na sociedade confunde-se com a tragédia humana. Na tentativa de se divertirem a "qualquer custo", acabam estuprando e matando uma adolescente. A partir daí, eles passam a tentar encobrir os crimes e, quanto mais eles tentam resolver os problemas, mais eles se complicam.

## Elenco
- Caio Blat como Cristiano
- Rodrigo Bolzan como Francisco
- Cainan Baladez como Gabriel
- Renata Airoldi como Joana
- Luiz Araújo como Pedro
- Bárbara Paz como Delegada
- Lavínia Pannunzio como Sargento
- Nany People como Sharon
- Cláudia Schapira como mãe
- Carla Trombini como amiga de Joana

## Produção
O filme marca a estreia do "Trauma" (Tentativa de Realizar Algo Urgente e Minimamente Audacioso), manifesto criado por Alexandre  Stockler em 1999 em resposta ao famoso "Dogma Dinamarquês" de 1995. No Trauma, o foco é produzir filmes de qualidade com um orçamento mínimo. A filosofia do manifesto destaca: "Estamos mais preocupados em fazer filmes do que em discutir as razões das dificuldades em produzi-los", desafiando a mentalidade tradicional brasileira.
Com um orçamento inicial de aproximadamente US$ 100 mil, Stockler afirma não ter certeza do montante total investido no filme. As filmagens foram realizadas em vídeo digital no primeiro semestre de 2000. Todos os profissionais envolvidos, desde atores até a equipe técnica e de produção, trabalharam com custos reduzidos. Nos créditos finais, é possível encontrar muitos nomes listados como PTO, significando "pau pra toda obra", destacando a versatilidade e o comprometimento da equipe.

## Lançamento
Cama de Gato teve sua primeira exibição oficial em 14 de março de 2002 na Argentina, durante o Festival Internacional de Cinema de Mar del Plata. No Brasil, sua estreia ocorrera na 26ª Mostra Internacional de Cinema de São Paulo, em 21 de outubro de 2002. Em 13 de abril de 2003, estreou nos Estados Unidos no Festival de Cinema Hispânico de Miami. Em 15 de março do mesmo ano, esteve em uma mostra paralela do Festival de Cannes, na França. Comercialmente, no Brasil, teve seu lançamento em 17 de setembro de 2004, com sessões em São Paulo, e 12 de agosto de 2005 no Rio de Janeiro.

## Recepção

### Bilheteria
De acordo com dados da Ancine, em seu lançamento em São Paulo, o filme ocupou apenas uma sala de cinema. Durante sua exibição oficial, Cama de Gato foi assistido por 25.315 espectadores, gerando uma receita de R$ 186.823,00.

### Resposta da crítica

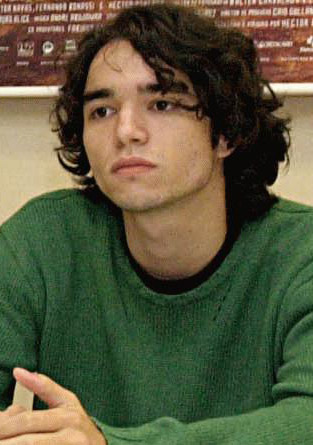
A performance de Caio Blat no papel de um jovem inconsequente foi elogiada e premiada pela crítica.

A crítica da Reuters, publicada na Folha de S.Paulo, evidenciou que o filme choca por suas cenas de sexo. Segundo o texto, assim como os cineastas dinamarqueses liderados por Lars von Trier, Stockler opta por filmar em condições naturais de luz. Isso resulta em uma imagem granulada e escura em ambientes internos, com a câmera apresentando tremores. Os atores são incentivados a atuar de forma espontânea e natural, dando a impressão de que não seguiram um roteiro pré-determinado. A história, em alguns momentos, parece até cômica devido à sua inverossimilhança. Embora o filme tenha a intenção de criticar a situação atual do país, acaba não cumprindo completamente esse objetivo, ficando pelo meio do caminho e se perdendo em discursos.
Eduardo Viveiros, do website Omelete, deu ao filme a nota 2 de 5 (), que o classifica como "Regular". Viveiros destacou que o filme não segue a ortodoxia cinematográfica. Filmado em digital, apresenta granulação e falta de luz, com uso variado de close-ups e planos abertos. Stockler usa a câmera portátil para refletir a perspectiva dos personagens. Os atores, em especial Caio Blat, interpretam jovens inconsequentes de forma eloquente, misturando limitações adolescentes com eloquência teatral.
Ainda de acordo com Viveiros, o roteiro, que já é metalinguístico, incorpora entrevistas de adolescentes das ruas, influenciando o filme com suas opiniões. Esses depoimentos, às vezes, são mais perturbadores que o enredo principal, destacando o pensamento superficial de alguns entrevistados. A expressão "cama-de-gato" é usada como metáfora para a juventude retratada, que vive em constante confusão sem buscar soluções. O filme, ao menos, tenta provocar e incomodar em meio à produção cinematográfica nacional atual.

### Prêmios e indicações
| Lista de prêmios                                  | Lista de prêmios                      | Lista de prêmios | Lista de prêmios |
| Premiação/Festival                                | Categoria                             | Recipiente(s)    | Resultado        |
| ------------------------------------------------- | ------------------------------------- | ---------------- | ---------------- |
| Festival de Cinema de Brasília                    | Melhor Ator Coadjuvante               | Rodrigo Bolzan   | Venceu           |
| Festival Internacional de Cinema de Mar del Plata | Melhor Filme                          | Cama de Gato     | Indicado         |
| Festival Internacional de Cinema de Montreal      | Melhor Primeira Obra (menção honrosa) | Cama de Gato     | Venceu           |
| Mostra Internacional de Cinema de São Paulo       | Melhor Filme (prêmio do público)      | Cama de Gato     | Venceu           |
| Mostra Internacional de Cinema de São Paulo       | Melhor Filme (prêmio do júri)         | Cama de Gato     | Indicado         |
| New York LaCinemaFe                               | Melhor Ator                           | Caio Blat        | Venceu           |
| Festival de Cinema Hispânico de Miami             | Melhor Filme                          | Cama de Gato     | Indicado         |